# Kachonahalli, Kunigal
Kachonahalli là một làng thuộc tehsil Kunigal, huyện Tumkur, bang Karnataka, Ấn Độ.